# Lista medaliaților olimpici la triatlon
Lista medaliaților olimpici la triatlon cuprinde începând cu anul 2000, atleții și atletele clasate pe primele trei locuri la Jocurile Olimpice de vară.

## Bărbați
| Olimpiada | Aur                   | Argint                 | Bronz                |
| --------- | --------------------- | ---------------------- | -------------------- |
| 2000      | Simon Whitfield (CAN) | Stephan Vuckovic (GER) | Jan Řehula (CZE)     |
| 2004      | Hamish Carter (NZL)   | Bevan Docherty (NZL)   | Sven Riederer (SUI)  |
| 2008      | Jan Frodeno (GER)     | Simon Whitfield (CAN)  | Bevan Docherty (NZL) |

## Femei
| Olimpiada | Aur                    | Argint                  | Bronz                |
| --------- | ---------------------- | ----------------------- | -------------------- |
| 2000      | Brigitte McMahon (SUI) | Michellie Jones (AUS)   | Magali Messmer (SUI) |
| 2004      | Kate Allen (AUT)       | Loretta Harrop (AUS)    | Susan Williams (USA) |
| 2008      | Emma Snowsill (AUS)    | Vanessa Fernandes (POR) | Emma Moffatt (AUS)   |

## Clasamentul pe țări

### Total
| Loc | Țara                       | Aur | Argint | Bronz | Total |
| --- | -------------------------- | --- | ------ | ----- | ----- |
| 1.  | Australia                  | 1   | 2      | 1     | 4     |
| 2.  | Noua Zeelandă              | 1   | 1      | 1     | 3     |
| 3.  | Germania                   | 1   | 1      | –     | 2     |
| 3.  | Canada                     | 1   | 1      | –     | 2     |
| 5.  | Elveția                    | 1   | –      | 2     | 3     |
| 6.  | Austria                    | 1   | –      | –     | 1     |
| 7.  | Portugalia                 | –   | 1      | –     | 1     |
| 8.  | Statele Unite ale Americii | –   | –      | 1     | 1     |
| 9.  | Cehia                      | –   | –      | 1     | 1     |

### Bărbați
| Loc | Țara          | Aur | Argint | Bronz | Total |
| --- | ------------- | --- | ------ | ----- | ----- |
| 1.  | Noua Zeelandă | 1   | 1      | 1     | 3     |
| 2.  | Canada        | 1   | 1      | –     | 2     |
| 2.  | Germania      | 1   | 1      | –     | 2     |
| 4.  | Elveția       | –   | –      | 1     | 1     |
| 4.  | Cehia         | –   | –      | 1     | 1     |

### Femei
| Loc | Țara                       | Aur | Argint | Bronz | Total |
| --- | -------------------------- | --- | ------ | ----- | ----- |
| 1.  | Australia                  | 1   | 2      | 1     | 4     |
| 2.  | Elveția                    | 1   | –      | 1     | 2     |
| 3.  | Austria                    | 1   | –      | –     | 1     |
| 4.  | Portugalia                 | –   | 1      | –     | 1     |
| 5.  | Statele Unite ale Americii | –   | –      | 1     | 1     |